# Jean-François Zen
Jean-François Zen (Toulouse, 20 december 1981) is een Frans voormalig wielrenner. Hij liep in 2003 stage bij Brioches La Boulangère, maar reed vervolgens enkel bij kleinere ploegen.

## Belangrijkste overwinningen
2003
- 4e etappe Ronde van de Isard

2005
- 1e etappe Triptyque Ardennais

2006
- 7e etappe Ronde van Bretagne
- Beuvry la Forêt